# Emre Turan
Emre Turan (* 16. November 1990 in Berlin) ist ein in Deutschland geborener türkischer Fußballspieler.

## Vereinskarriere
Emre Turan spielte in der Jugend zunächst für Tennis Borussia Berlin, bevor er im Alter von 16 Jahren in die A-Jugend von Hertha BSC wechselte. Bei Hertha absolvierte er 39 Partien in der A-Junioren-Bundesliga.
Im September 2009 ging Turan in die Türkei zur zweiten Mannschaft von Ankaraspor. Dort bestritt er 22 Spiele, in denen ihm drei Tore gelangen.
Ab Sommer 2010 war Turan ohne Verein, bis ihn Eintracht Braunschweig im November desselben Jahres verpflichtete. In Braunschweig spielte er zunächst für die zweite Mannschaft der Eintracht, ehe ihn Trainer Torsten Lieberknecht bei der ersten Mannschaft zum Ende der Drittliga-Saison 2010/11 zweimal einsetzte. Mit der Eintracht-Reserve stieg er in der Saison 2012/13 als Meister der Oberliga Niedersachsen in die Regionalliga Nord auf. Nach Vertragsende verließ er den Verein im Sommer 2013 und kehrte in seine Heimatstadt Berlin zurück, wo er sich dem Regionalligisten Berliner AK 07 anschloss. Nach zwei Jahren beim BAK wechselte er 2015 zum Ligakonkurrenten FSV Optik Rathenow.

## Nationalmannschaftskarriere
Emre Turan lief für die türkische U-18-Nationalmannschaft insgesamt siebenmal auf.